# Júsuke Minagawa
Júsuke Minagawa (japonsky 皆川 佑介; * 9. října 1991, Tokio) je japonský fotbalový útočník a reprezentant, hráč japonského klubu Sanfrecce Hirošima.

## Klubová kariéra
- Chūō University (mládež)
- Sanfrecce Hirošima 2014–

## Reprezentační kariéra
Za A-mužstvo Japonska poprvé nastoupil v roce 2014.

## Statistiky
| Japonsko | Japonsko | Japonsko |
| Roky     | Záp.     | Góly     |
| -------- | -------- | -------- |
| 2014     | 1        | 0        |
| Celkem   | 1        | 0        |